# 1364 Safara
Safara (asteróide 1364) é um asteróide da cintura principal, a 2,7965423 UA. Possui uma excentricidade de 0,0717721 e um período orbital de 1 910,04 dias (5,23 anos).
Safara tem uma velocidade orbital média de 17,15968675 km/s e uma inclinação de 11,49649º.
Esse asteróide foi descoberto em 18 de novembro de 1935 por Louis Boyer.